# كوروشيو
كوروشيو  هي بلدية في اليابان، وبلدة في اليابان، تقع في كوتشي، ومقاطعة هاتا، بلغ عدد سكانها 10,595  نسمة وذلك حسب إحصائيات سنة 2018، تبلغ مساحتها 188.59 كيلومتر مربع.

## توأمة
لكوروشيو اتفاقيات توأمة مع:
- شيمانتو